# Idade das Trevas do Camboja
A Idade das Trevas do Camboja cobre a história da Camboja a partir do século XV ao século XIX, um período de contínuo declínio e perda territorial. O Camboja teve um breve período de prosperidade durante o século XVI, porque seus reis, que construíram suas capitais na região sudeste do Tonle Sap, ao longo do rio Mekong,
promoveram o comércio com outras partes da Ásia.
Este foi o período que aventureiros e missionários espanhois e portuguêses visitaram pela primeira vez o país. Mas a conquista Siamese da nova capital em Longvek em 1594 pelo rei Naresuan, acentuou a crise  do país e o Camboja tornou-se um peão nas lutas de poder entre seus dois vizinhos cada vez mais poderosos, o Sião e o Vietnam.
O assentamento do Vietnã no Delta do Mekong levou à sua anexação dessa área no final do século XVII. O Camboja, assim, perdeu parte do seu mais rico território e foi cortado seu acesso ao mar. Tais invasões estrangeiras continuaram até a primeira metade do século XIX porque o Vietnã estava determinado a absorver as terras Khmer e forçar os habitantes a aceitar a cultura vietnamita.

## A luta do Camboja pela sobrevivência, 1432-1863
O período de mais de quatro séculos que se passaram desde a perda de Angkor no começo do século XV até o estabelecimento de um protetorado sob a presidência francesa em 1863, são consideradas pelos historiadores do Camboja como "Idade das Trevas", um período de estagnação no desenvolvimento económico, social e cultural, quando os assuntos internos do reino passaram cada vez mais sob o controle de seus vizinhos, o tailandês (Sião) e os vietnamita.
Por meados do século XIX, o Camboja era sempre manipulado na lutas do poder entre o Sião e o Vietnã e, provavelmente, teria sido completamente absorvido por um ou outro, se a França não tivesse intervenido, dando-lhe a oportunidade de continuar existindo, apesar de ser sob o domínio do Império Colonial Francês.
Medo da extinção racial e cultural tem persistido como um tema importante no pensamento moderno do Camboja e ajuda a explicar o intenso nacionalismo e xenofobia e seu suporte original para o Khmer Vermelho durante a década de 1970.
A criação em 1979 da República Popular da Kampuchea, um Estado satélite dominado pelos vietnamita, pode ser visto como o ponto culminante de um processo de invasão dos vietnamita, que tinha iniciado por volta do século XVII.
.

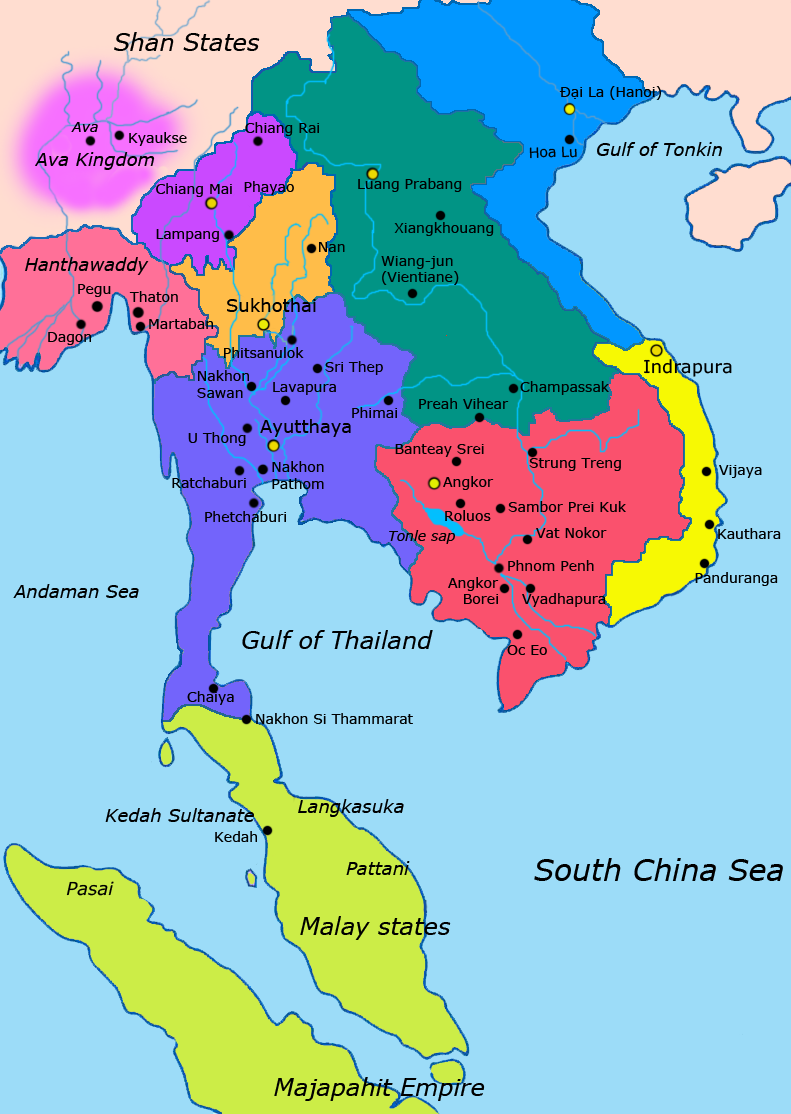
Mapa do Sudeste da Ásia no sec. XV

O processo de decadência interna e invasão estrangeira foi gradual, e quase não era evidente no século XV, quando os Khmers ainda eram poderosos. Após a queda de Angkor Thom, a corte real cambojana abandonou a região norte do Tonle Sap ao Sião, para nunca mais voltar com exceção de um breve interlúdio no final do século XVI.     Neste período no entanto, o pendor para a construção dos monumentos Khmer havia cessado.  Religiões mais antigas, como o budismo Mahayana e o culto do deus-rei Hindu tinham sido suplantadas pelo Budismo Theravada, e os cambojanos havia se tornado parte do mesmo cosmo religioso e cultural do siamês. Esta semelhança no entanto, não impediu guerras intermitentes entre os dois reinos. Durante o século XVI os exércitos do Camboja, sem sucesso, invadiram o reino Siamese várias vezes aproveitando-se das guerras entre os siamese  e birmaneses.
Nesse meio tempo, após o abandono dos locais Angkorianos, os poucos sobreviventes Khmer, estabeleceram uma nova capital a centenas de quilômetros a sudeste  no que é hoje Phnom Penh. Este novo centro de poder foi localizado na confluência dos rios Mekong e Tonle Sab. Assim, eles controlavam o comércio que passava pelo rio ligando o centro  do reino Khmer, o reino do Laos e tinham acesso, por meio do Delta do Mekong, para o  rotas comerciais que ligavam a costa da China, o Mar da China Meridional, e do Oceano Índico. Um novo tipo de Estado e de sociedade surgiu, mais aberto ao mundo exterior e mais dependente do comércio como fonte de riqueza do que seu antecessor. O crescimento do comércio marítimo com a China durante a dinastia Ming (1368-1644) proporcionou oportunidades lucrativas para os membros da elite do Camboja que controlavam monopólios comerciais. O aparecimento dos europeus na região no século XVI também estimulou o comércio.
Rei Ang Chan (1516-1566), um dos poucos grandes monarcas Khmer do período pós-Angkorian, mudou a capital de Phnom Penh para Lovek. Viajantes portuguêses e espanhóis que visitaram a cidade, localizada às margens do Tonle Sab, um rio ao norte de Phnom Penh, a descrevem como um lugar de riquezas fabulosas.  Os produtos comercializados são muitos,  incluídos pedras preciosas, metais, seda e algodão, incenso, marfim, laca, pecuária (incluindo elefantes), e corno de rinoceronte (valorizada pelos chineses como um medicamento raro e potente).  Ao final do século XVI e início do século XVII, Lovek continha florescentes comunidades de chineses, indonésianos, malaios, japoneses, árabes, espanhois e portuguêses ligados ao comércio exterior. A eles se juntaram mais tarde inglêses e holandêses.
Foi durante este período (1555-1556) que o português frei Gaspar da Cruz fez a primeira tentativa de introduzir o cristianismo no país. De acordo com a sua própria conta, sua tentativa foi um fracasso completo devido a forte convicção "Hinduista" do rei e das classes dominantes, no entanto, o relato que ele fez de sua missão oferece uma visão interessante sobre as "práticas religiosas" da nação naquele tempo. Este relato é considerado o segundo relato exaustivo da zona da China depois do relato de Marco Polo .
Porque os representantes de praticamente todas essas nacionalidades eram piratas, aventureiros, ou comerciantes, esta foi uma época de cosmopolitismo tempestuoso. Duramente pressionado pelos siameses, para pagar suas dívidas, o rei Sattha (1576-1594) cercou-se de uma guarda pessoal de mercenários espanhois e portuguêses, e em 1593 pediu ao governador espanhol das Filipinas ajuda. Atraídos pelas perspectivas de estabelecer um protetorado espanhol no Camboja e de converter o monarca para o cristianismo, o governador enviou uma força de 120 homens, mas Lovek já tinha sido conquistada pelos Siamese quando eles chegaram no ano seguinte. Os espanhóis aproveitaram da situação extremamente confusa para colocar um dos filhos de Sattha no trono em 1597. A esperança de tornar o país uma dependência espanhola foi frustrada, porém, quando os espanhóis foram massacrados dois anos mais tarde por um contingente beligerante de mercenários malaios.

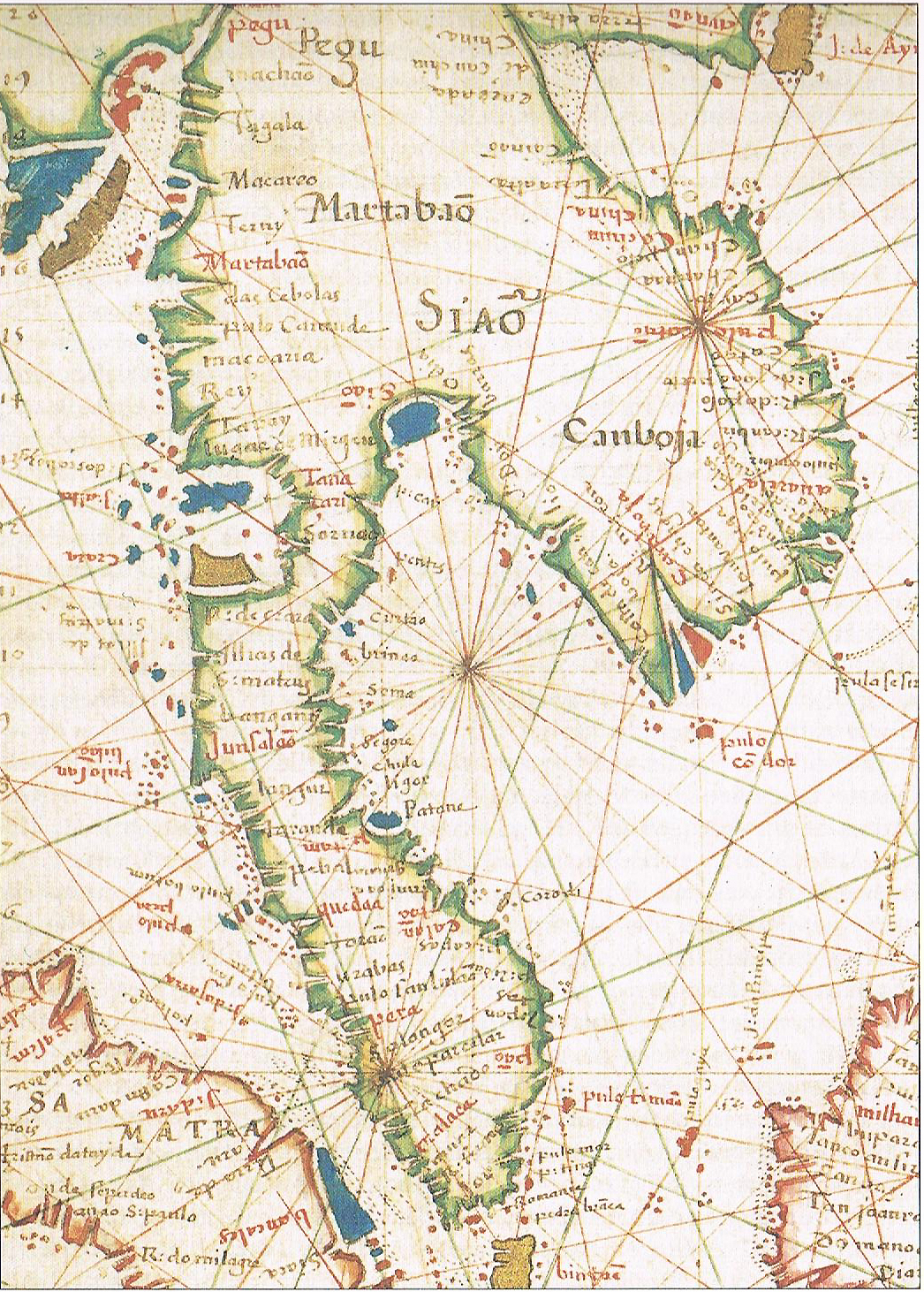
Camboja no século 17 na Português mapa

Os siameses sob o comando do rei Naresuan, deram um golpe fatal a independência do Camboja, capturando Lovek em 1594. Com a com a chegada do governador militar Siamese na cidade, foi estabelecido pela primeira vez no reino um controle dos residentes estrangeiros. Crônicas cambojanas descrever a queda de Lovek como uma catástrofe da qual a nação nunca se recuperou totalmente.  O Sião governou o Camboja a maioria dos próximos 300 anos, para no final perder o Camboja para os franceses em 1907.

## Dominação pelo Sião e pelo Vietnam

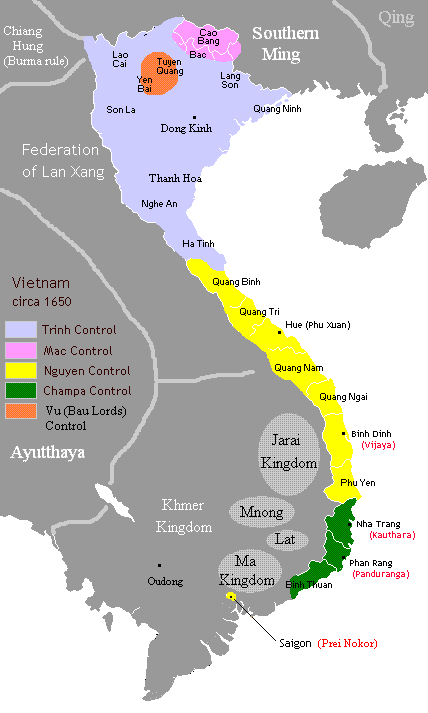
Camboja por volta do ano 1650

Mais do que a conquista de Angkor um século e meio antes, a captura pelos siameses de Lovek marcou o início do declínio do Camboja.
Uma possível razão para o declínio foi o rapto imposto pelos conquistadores siamese, de milhares de camponeses khmer, artesãos qualificados, acadêmicos e membros do clero budista, quando o exercito retornavam  para sua capital Ayutthaya.  Essa prática, comum na história do sudeste da Ásia,  incapacitou o Camboja de recuperar sua antiga grandeza. A nova capital foi estabelecida em Khmer Odongk (Udong), ao sul de Lovek, mas seus monarcas só poderia sobreviver aceitando o que equivalia a uma relação de vassalo com os siamese e  os vietnamitas. Na linguagem comum, Sião se tornou "pai" do Camboja e o Vietnã a sua "mãe".
Por volta do século XV, os vietnamitas tinha absorvido completamente o poderoso reino marítimo de Champa, no centro do Vietnã. Milhares de Chams fugiram para o território khmer. No início do século XVII, os vietnamitas tinham chegado ao delta do Mekong, que era habitada por povos Khmer. Em 1620 o rei Khmer Chey Chettha II (1618-1628) se casou com uma filha de  Phuc Nguyên, da dinastia Nguyên (1558-1778), que governou o sul do Vietnã a maior parte do período da Dinastia Lê (1428-1788). Três anos depois, Chey Chettha permitiu que o vietnamita  estabelecesse um posto alfandagârio em Nokor Prey, perto do que é agora a cidade de Ho Chi Minh (até 1975, Saigon). No final do século XVII, a região estava sob o controle administrativo vietnamita, e ao Camboja foi cortado o acesso ao Mar da China Meridional e o comércio com o mundo exterior por esse caminho só era possível com a permissão vietnamita.
O Sião, que poderia ter sido cortejado como um aliado contra as incursões vietnamitas no século XVIII, se envolveu em um novo conflito com a Birmânia. Em 1767 a capital siameses de Ayutthaya foi sitiada e destruída, mas os siameses se recuperam rapidamente, e logo reafirmaram seu domínio sobre o Camboja. O jovem rei Khmer, Ang Eng (1779-1796), um refugiado na corte do siamesa, foi instalado como monarca em Odongk por tropas siamesas. Ao mesmo tempo, Sião tranquilamente anexou  mais três província ao norte do Camboja. Além disso, os governantes locais das províncias do noroeste de Batdambang e Siemreab (Siem Reap) tornaram-se vassalos do rei siamês, ficando sob a esfera de influência Siamesa.
A luta renovada entre o Sião e Vietnã pelo controle do Camboja no século XIX resultou em um período que as autoridades vietnamitas, governando a parte central do país através de um rei fantoche do Camboja,  tentaram forçar o pais a adotar costumes vietnamitas aos cambojanos. Diversas rebeliões contra o governo vietnamita se seguiram. A mais importante delas ocorreu em 1840-1841 e se espalhou grande parte do país. Após dois anos de luta, Camboja e seus dois vizinhos chegaram a um acordo que colocou o país sob a suserania conjunta de Siam e Vietnã. A pedido de ambos os países, um novo monarca, Ang Duong (1848-59), ascendeu ao trono e trouxe uma década de paz e relativa independência ao Camboja.
Em seu tratamento arbitrário da população Khmer, o Siamese e os vietnamitas eram virtualmente indistinguíveis. O sofrimento e o deslocamento causado pela guerra foram comparáveis em algumas muitas maneiras as experiências do Camboja na década de 1970.
Os Siamese e os vietnamitas tinham atitudes fundamentalmente diferentes sobre as suas relações com o Camboja. Os Siamese compartilhavam com o Khmer uma religião, mitologia, literatura e cultura comum. Os reis Chakri em Bangkok queria lealdade, tributos, e a terra do Camboja, mas eles não tinham intenção de mudar os valores do seu povo ou modo de vida. Os vietnamitas viam o povo Khmer como bárbaros a serem civilizados através da exposição à cultura vietnamita, e eles consideravam as terras férteis Khmer como lugares legítimos para a colonização por colonos vindos do Vietnã.

## Referência
1. ↑  «French Indochina». multilingualararchive.com[ligação inativa]
2. 1 2 3 4 5 6 7 8 9 10  Library of Congress Country Studies. «Cambodia: Introduction»
3. 1 2 3 4  cambodia/1653 «Camboja» Verifique valor |url= (ajuda). cambodian.info/history-of cambodia
4. ↑  Ross Marlay, Clark D. Neher (1999). Patriots and Tyrants: Ten Asian Leaders. [S.l.]: Rowman & Littlefield. 147 páginas. ISBN 0847684423
5. 1 2 3 4 5 6 7 8 9 10 11 12 13  Library of Congress Country Studies. «CAMBODIA'S STRUGGLE FOR SURVIVAL, 1432-1887». .
6. 1 2 3 4 5 6 7 8 9 10 11 12 13 14  «cambodias_struggle_for_survival». workmall.com[ligação inativa]
7. ↑  «Thailand-Cambodia A Love-Hate Relationship». kyotoreview.cseas.
8. ↑  Boxer first2= Galeote, Charles Ralph; Pereira; Cruz, Gaspar da; Rada, Martín de (1953), South China in the sixteenth century: being the narratives of Galeote Pereira, Fr. Gaspar da Cruz, O.P. [and] Fr. Martín de Rada, O.E.S.A. (1550-1575), Issue 106 of Works issued by the Hakluyt Society, Printed for the Hakluyt Society, pp. lix,59–63
9. 1 2 3 4 5 6 7 8 9 10 11 12 13 14 15 16 17 18 19 20 21 22 23 24  Library of Congress Country Studies. «Camboja: Domination by Thailand and by Vietnam»

- Este artigo foi inicialmente traduzido, total ou parcialmente, do artigo da Wikipédia em inglês cujo título é « Dark Ages of Cambodia ».